# Баранов, Андрей Иванович
Андрей Иванович Баранов — советский партийный и государственный деятель, председатель Вологодского облисполкома (1953).

## Биография
- 1951—1953 гг. — второй секретарь Вологодского областного комитета ВКП(б) — КПСС,
- март-декабрь 1953 г. — председатель исполнительного комитета Вологодского областного Совета.